# Крак
Кракът е част от тялото, крайник (долен при човека), който служи за опора и придвижване. Човек има два крака, много животни са с по 4, охлювът има 1, а насекомите – 6, 8, 12 и повече.

## Функция
Краката могат да служат и за скачане, защита и нападение. Краката са важна част от масата на тялото.

## Езикови особености
В българския език се използва основно думата крак, но рядко се използва и запазената в руския език нога, откъдето идва и бързоног.